# 中華民國—奈及利亞關係
中華民國與奈及利亞聯邦共和國於1993—1997年有總領事關係，目前無正式外交關係，但於對方最大城市互設具大使館功能的代表機構。

## 政治

### 外交

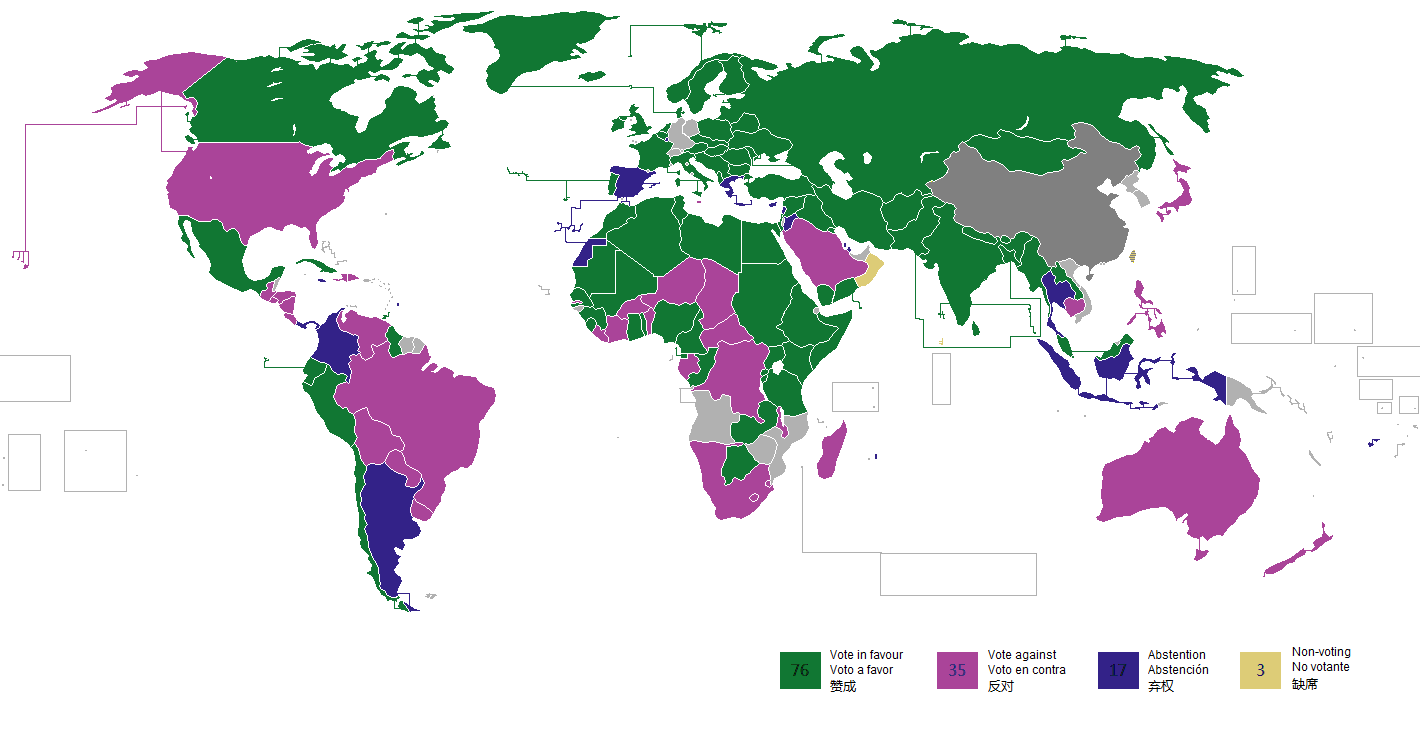
綠色國家表示在1971年的投票中反對中華民國續留聯合國，即《聯合國大會2758號決議》，其中包括奈及利亞。

尼日利亚在1960年10月1日宣佈獨立後，中華人民共和國政府的周恩来和陈毅分別與尼日利亚政府高層通電話，表示祝贺:692；但是，独立后的尼日利亚政变頻繁，更曾有内战爆發，政局不穩，因此中華人民共和國並未立即與尼日利亚建交:173。此後，中華民國政府曾拉拢尼日利亚，派員訪問當地，但尼日利亚也沒有與中華民國建交:173。
1964年，台電總經理孫運璿因為在台電的成績受到世界銀行的青睞，且考慮到家中人口浩繁，薪水不敷開銷，便前往當時受世界銀行扶助的奈及利亞國家電力公司，擔任執行長一職。在任職的3年內，孫運璿率領國際團隊推動尼日河水力發電計畫，奈及利亞的發電量在任內增加了88%，1967年辭職返台。
1971年2月，尼日利亚與中華人民共和國建立外交關係:183。同年10月25日，奈及利亞支持中華人民共和國取代中華民國在聯合國裡的「中國」席位。

#### 人員互訪（1994年至今）
僅列舉部分名單：
中華民國：經濟部國際貿易局副局長梁國新。
奈及利亞：參議院國際間國會事務委員會主席歐森玻、參議院司法人權暨法律事務委員會主席戴璽祿、眾議院外交委員會主席雅拉都阿（Abubakar Yar'adua）、眾議院人權委員會主席拉兒、眾議院工業委員會主席歐拿渥（Mohammed Onawo）、眾議院商業委員會主席歐巴加（Sylvester Ogbaga）、科技部長伊頌（Turner Isoun）、商業暨觀光部長奧克羅、阿英拉（Jubril Ayinla）、國家藝術暨文化署長買杜古（Mwajim Maidugu）、移民總局長努依珠（U. C. Nwizu）、投資促進委員會主任蘇亞（Akin Sawyerr）、吉加瓦州長土拉奇、克里斯河州長杜克。

### 代表機構
1990年11月，兩國簽署備忘錄，同意互設冠有國號並可兼辦領務的代表機構。
1991年2月21日，中華民國在奈及利亞首都拉哥斯設立具大使館功能的中華民國駐奈及利亞聯邦共和國商務代表團（The Trade Mission of the ROC (Taiwan), Lagos, Federal Republic of Nigeria），5月18日正式運作。2001年9月1日，遷至新都阿布加；1993年8月17日，另在卡拉巴爾設立總領事館，主要目地是進行加工出口區的技術合作，以及鼓勵臺灣廠商赴該區投資設廠，但總領事館於1997年9月12日關閉。
1992年11月11日，奈及利亞在中華民國首都台北設立類似功能的奈及利亞駐華商務辦事處（Nigeria Trade Office in Taiwan, R.O.C.），該國商務暨觀光部長雅哈亞（Mohammode Yahaya）主持開幕儀式。遲至2024年9月，已更名為奈及利亞駐臺北商務辦事處（Nigeria Trade Office in Taipei）。

#### 尼日利亞要求中華民國代表團遷址與更名事件
2017年1月11日，尼日利亚政府發表聲明，基於「一個中國」原則，不再承認臺灣是一個國家並終止外交關係，要求中華民國代表團從首都阿布加遷往第一大城拉哥斯以及可能摘牌更名。但奈及利亞總統府後來發布聲明澄清，表示有關奈及利亞與台灣中止外交關係的訊息並不正確，雙方關係是貿易代表處層級。聲明內容並未提及要求台灣遷館等情形。
2017年3月31日，奈及利亞政府向中華民國代表施壓，限期一周內離開首都，否則將不保證其安全。代表趙家寶被召回，且自4月6日起，駐奈及利亞代表團暫停運作，改由駐南非共和國台北聯絡代表處暫代。6月14日，中華民國外交部表示，已召見奈及利亞駐台代理代表嚴正抗議，將視後續狀況，對其駐台辦事處採取對等措施。30日，奈及利亞政府派遣25名武警，封鎖中華民國駐奈及利亞代表團，並強制驅離駐代表團人員。中華民國外交部對於奈及利亞政府強制封鎖代表團表達嚴正抗議，並呼籲奈及利亞政府停止採取極端做法，立刻撤離武警，改以理性對話方式處理。7月4日，中華民國外交部決定將代表團從首都阿布加遷至舊都拉哥斯，預計三個月內完成遷址作業，但奈及利亞武警封鎖代表團阻礙遷址作業，中華民國外交部與奈及利亞政府交涉，希望武警儘速撤離，讓駐館人員繼續搬遷事宜。9月7日，中華民國外交部表示奈及利亞駐館已在拉哥斯找到適合地點，預計年底前可完成搬遷，同時依對等原則將要求位於台北市信義區的奈及利亞駐華商務辦事處遷離首都台北市，對此奈及利亞駐華商務辦事處回應已收到通知，搬遷時程與地點等事宜還在等待奈國政府指示。
2017年12月8日，駐館从阿布加搬迁到拉哥斯，2018年1月5日正式对外运作，3月5日起領事業務重新對外開放；然而駐館名称从中华民国驻奈及利亚联邦共和国商务代表团更名为駐奈及利亞聯邦共和國臺北貿易辦事處（Taipei Trade Office in the Federal Republic of Nigeria）。
2018年3月14日，奈及利亞駐華商務辦事處依對等原則搬遷到新北市板橋區。

## 經濟

### 貿易
中華民國對外貿易發展協會（外貿協會）於奈及利亞第1大城拉哥斯設立台灣貿易中心。2015年7月2日，經濟部國際貿易署則在首都阿布加設立駐奈及利亞代表處經濟組，2017年12月8日，搬遷至拉哥斯。
| 年分 | 貿易總額    | 貿易總額 | 貿易總額 | 出口至奈及利亞 | 出口至奈及利亞 | 出口至奈及利亞 | 自奈及利亞進口 | 自奈及利亞進口 | 自奈及利亞進口 | 順逆差  |
| 年分 | 金額        | 年增減   | 排名     | 金額           | 年增減         | 排名           | 金額           | 年增減         | 排名           | 順逆差  |
| ---- | ----------- | -------- | -------- | -------------- | -------------- | -------------- | -------------- | -------------- | -------------- | ------- |
| 2017 | 539,525,394 | ▲48.7%   | 52       | 98,286,817     | ▼3.5%          | 73             | 441,238,577    | ▲69.1%         | 43             | 逆差▲   |
| 2018 | 290,187,441 | ▼46.2%   | 66       | 114,306,311    | ▲16.3%         | 69             | 175,881,130    | ▼60.1%         | 57             | 逆差▼   |
| 2019 | 356,898,870 | ▲23.0%   | 59       | 236,521,489    | ▲106.9%        | 49             | 120,377,381    | ▼31.6%         | 58             | 順差 -- |
| 2020 | 294,560,599 | ▼17.5%   | 63       | 95,301,552     | ▼59.7%         | 64             | 199,259,047    | ▲65.5%         | 55             | 逆差 -- |
| 2021 | 912,054,493 | ▲209.6%  | 47       | 323,287,638    | ▲239.2%        | 46             | 588,766,855    | ▲195.5%        | 42             | 逆差▲   |
| 2022 | 621,041,189 | ▼31.9%   | 57       | 140,959,104    | ▼56.4%         | 66             | 480,082,085    | ▼18.5%         | 47             | 逆差▲   |
| 2023 | 398,142,195 | ▼35.9%   | 58       | 186,499,253    | ▲32.3%         | 56             | 211,642,942    | ▼55.9%         | 56             | 逆差▼   |
| 2024 | 230,196,262 | ▼42.2%   | 69       | 67,451,010     | ▼63.8%         | 77             | 162,745,252    | ▼23.1%         | 60             | 逆差▲   |

2023年的兩國貿易項目如下：
出口至奈及利亞的主要項目為：石油與提自瀝青礦物之油類（原油除外）、以石油或瀝青質礦物為基本成份之未列名製品、廢油；苯乙烯之聚合物；熱軋之铁或非合金鋼扁軋製品；機動車輛所用之零件與附件；氧官能胺基化合物；乙烯之聚合物；橡膠或塑料加工機或以此類原料製造產品之機械等。
自奈及利亞進口的主要項目為：石油氣與其他氣態碳氫化合物；未經塑性加工铝；油料種子與油質果實；甲殼類動物；未經化學改質之固定性植物油脂及其餾分物；刺槐豆、海草與其他藻類、甜菜與甘蔗、果實核與子仁；薑、薑黃、番紅花、麝香草、月桂葉、咖哩與其他香辛料等。

### 投資
臺商在奈及利亞投資約30家，總投資金額約2億美元。2016年10月9日，成立奈及利亞臺灣商會聯合總會。近年，由於奈及利亞景氣衰退以及中國大陸商人的競爭，臺商人數不增反減。投資規模均不大，地點多集中在第1大城拉哥斯，投資類別包括輪胎、膠水、電扇、橡膠、製鞋、衛生紙、餐馆、食品超市、機車與汽車零件、機車組裝、光碟製造、相框、五金零件等。電腦設備廠商友訊科技已在奈及利亞經營數年，筌瑞企業（Chain Rail/Q-Link）主要銷售三輪機車，機車與汽車零件、小家電，銷售範圍遍及奈及利亞，瑪吉斯輪胎銷售據點亦遍及奈及利亞。目前在該國無臺灣的金融機構。
根據中華民國經濟部投資審議司統計，截至2022年，奈及利亞赴臺灣總投資金額為849.9萬美元，主要為批發零售、金融保險、制造业等。

### 合作
中華民國根據1994年4月簽署的《加工出口區經濟合作協定》，於8月派駐顧問，在奈及利亞卡拉巴爾加工出口區技術指導及運作，後因協定於1997年4月終止而未再派駐顧問。

### 會展
2005年、2008年、2014年，兩國曾舉辦3屆的「臺奈經濟聯席會議」。
外貿協會自2008年起，每年皆組團赴奈及利亞舉辦貿易洽談會，並自2017年起每年參加拉哥斯國際商展；透過拉哥斯臺灣貿易中心的邀請，每年約有100名奈及利亞商人赴臺灣參觀各項商展。亦邀請該國大型廠商代表出席由外貿協會舉辦的「非洲經貿高峰會議」、「非洲商機日」、「臺灣採購大會」等。
2021年9月，參加首屆奈及利亞清真國際展（Halal Expo Nigeria）與清真論壇，籌組臺灣形象館。

## 交流

### 僑民
旅居奈及利亞的台僑不及百人，多數從事進出口貿易及投資設廠。

### 學術
中華民國每年邀請奈及利亞相關部會人員赴台參加財團法人國際合作發展基金會（國合會）的經貿、科技、農業、醫療等專業研習班，以及國際土地政策研究訓練中心的土地利用與發展專業研習班、國防大學的遠朋班；另提供臺灣獎學金、華語文獎學金、國合會獎學金給予奈及利亞學生赴台研習，增進雙邊文教交流。

## 司法

### 犯罪事件
2008年，中華民國內政部移民署和新竹市警方聯手逮捕1名奈及利亞籍男子，以成立空殼公司投資汽車零件出口為由，詐騙1名菲籍台裔女子數十萬新台幣。
2010年，1名奈及利亞籍男子，於2001年利用在馬來西亞購買的假護照入台打工，被發現並遣返出境之後，又利用交友網站和1名住在高雄的台灣女子結婚，再以依親方式入台打工，該女子發現這名男子結婚後就失蹤，懷疑被利用，於是向警方舉發，基隆市警方前往高雄，將準備潛逃出境的男子逮捕。
2013年，2名奈及利亞籍的兄弟，哥哥多年前持觀光簽證入台逾期未返國，非法居留台灣多年，因為無合法身分，行動常受到限制，於是要弟弟以來台投資成立公司為由，順利取得居留簽證。兄弟倆利用台灣人分不清黑人長相的特性，哥哥便拿著弟弟的護照和居留簽證，再以自己的相片成功申辦外僑居留證和駕照，有了合法身分便趁機拐騙台灣女子。後來警方和內政部移民署清查時，發現這2人身分竟然重複感到懷疑，經過數月蒐證後於新北市將2人逮捕，弟弟被逮時還自豪說「2年來我交往過的台灣女生超過百人！」
2016年，中華民國刑事警察局破獲俗稱「奈及利亞419」的戀愛交友詐騙集團，共逮捕中華民國籍2名女子與4名車手，其涉嫌與1名奈及利亞籍男子合謀詐騙。男子先以盜用的白人帥哥照片，在網路搭訕有錢女性取得個資，後續交由2名女同夥以流利的英文行騙，被害人遍及東南亞等12國，得手贓款轉由台灣的車手領取，獲利至少2,000萬新台幣。

## 協定
| 日期           | 簽署 | 備註     |
| -------------- | --- | -------- |
| 1986年11月27日 | 《中華民國郵政總局與奈及利亞聯邦共和國郵政總局間國際快捷郵件服務備忘錄》                                                          |          |
| 1994年4月7日   | 《中華民國政府與奈及利亞聯邦共和國政府間投資促進暨保護協定》 《中華民國政府與奈及利亞聯邦共和國政府間關於加工出口區經濟合作協定》 |          |
| 2012年1月31日  | 《關於洗錢、資助恐怖分子及相關犯罪情資交換合作瞭解備忘錄》                                                                        | [ 註 4 ] |
| 2014年10月16日 | 《臺灣證券交易所與奈及利亞證券交易所合作備忘錄》                                                                                  | [ 6 ]    |
| 2014年12月5日  | 《中華民國對外貿易發展協會與奈及利亞出口促進委員會貿易與經濟發展合作備忘錄》                                                      | [ 6 ]    |
| 2015年6月15日  | 《標準檢驗局與奈及利亞標準局瞭解備忘錄》                                                                                          | [ 註 5 ] |
| 2019年8月12日  | 《中央存款保險公司與奈及利亞存款保險公司合作備忘錄》                                                                              |          |
| 2021年2月9日   | 《中國輸出入銀行與奈及利亞輸出入銀行轉融資合約》                                                                                  |          |
| 2021年9月14日  | 《中華民國對外貿易發展協會與阿布加商工會合作備忘錄》                                                                              |          |
| 2022年11月19日 | 《台北市進出口商業同業公會與奈及利亞農產品全國同業公會合作備忘錄》                                                                |          |
| 2023年3月30日  | 《台北市電腦商業同業公會與拉哥斯商會合作備忘錄》 《台北市電腦商業同業公會與奈及利亞國際貿易便捷協會合作備忘錄》                   |          |

## 簽證

持中華民國護照的中華民國國民簽證要求分布圖：入境奈及利亞需要簽證。

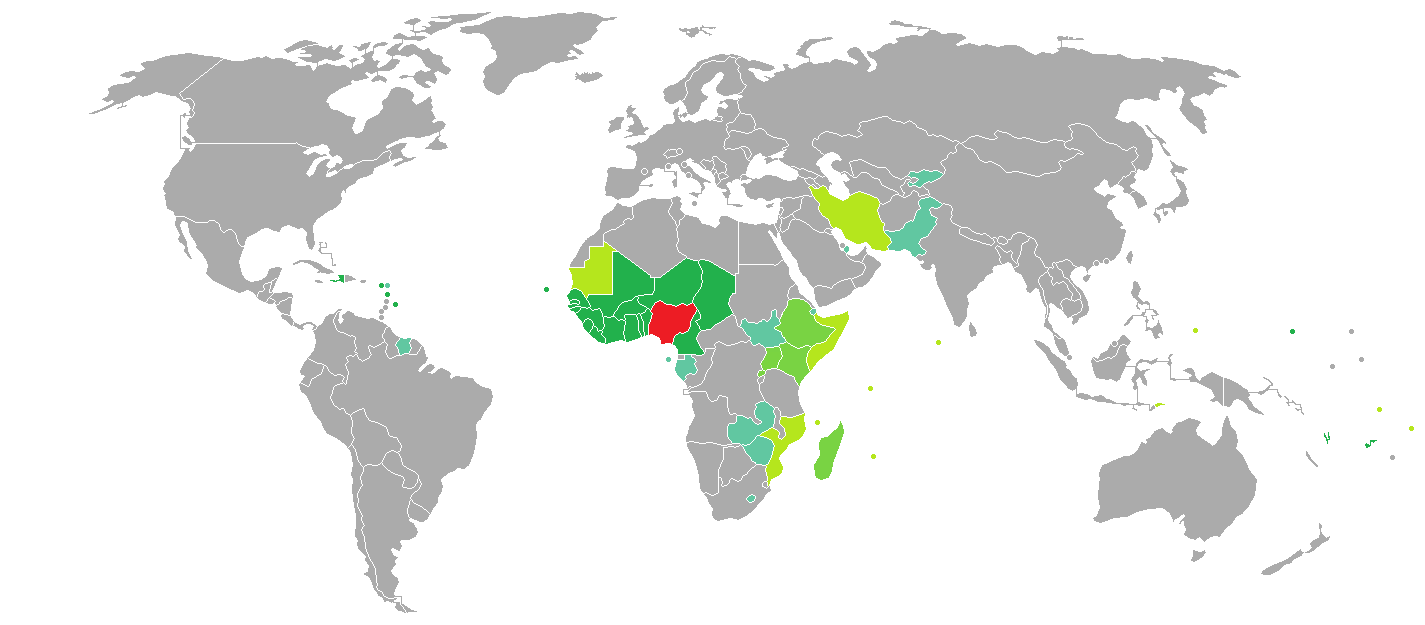
持奈及利亞護照的奈及利亞人口簽證要求分布圖：入境中華民國需要簽證。

兩國國民皆須申請簽證方可入境對方國家。奈及利亞為因應猴痘疫情，持中華民國護照的中華民國國民須先至該國衛生部網站填寫「健康聲明表」（Health Declaration From），相關簽證可前往位於新北市的奈及利亞駐臺北商務辦事處辦理。
持奈及利亞護照的奈及利亞國民抵台參加由中央政府機關主辦、協辦或贊助之國際會議、運動賽事、商展或其他活動，可以電子簽證入境中華民國，停留最多30天並不得延期。

## 交通

### 航空

#### 客運
兩國無直航班機，可經由（不計航點遠近，截至2023年6月29日）：
- 台北→杜拜、伊斯坦堡、倫敦、巴黎、法蘭克福、阿姆斯特丹，再轉機前往奈及利亞的國際機場（英语：List of airports in Nigeria）。[51]

## 外部連結
| - 中華民國外交部－奈及利亞聯邦共和國簡介 （页面存档备份，存于） - 駐奈及利亞聯邦共和國臺北貿易辦事處（Facebook、Twitter） - 外交部領事事務局－國外旅遊警示分級表 - 中華民國衛生福利部－國際旅遊疫情建議等級 - 中華民國國際經濟合作協會 （页面存档备份，存于） - 拉哥斯台灣貿易中心 | - 奈及利亞駐臺北商務辦事處（Facebook、Instagram） - 非洲駐台經貿聯合辦事處 |